# 隆巴 (阿马兰蒂)
隆巴是葡萄牙波尔图区的一个堂区。总面积3.22平方公里，总人口859人，人口密度266.8人/平方公里。